# Retable de San Cassiano

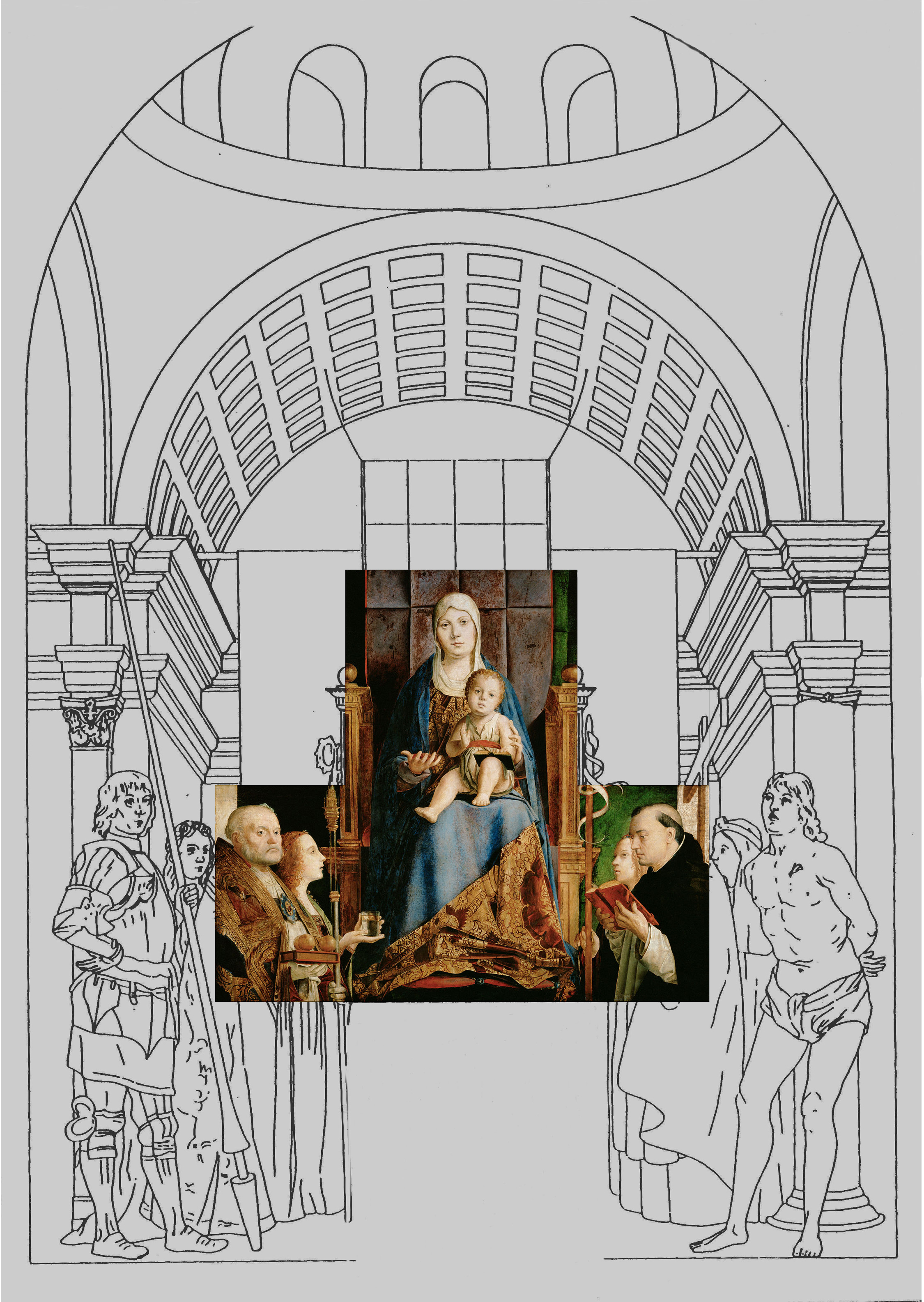
Reconstitution probable

Le retable de San Cassiano est une peinture sur bois d'Antonello de Messine, exécutée en 1475-1476 pour l'église San Cassiano, à Venise, et partiellement conservée au Kunsthistorisches Museum de Vienne. 
Plus grand à l'origine, le retable ne comprend plus aujourd'hui que le panneau central (une Vierge à l'Enfant en majesté) et quatre saints vus à mi-corps : saint Nicolas et sainte Marie de Magdala d'un côté, sainte Ursule et saint Dominique de l'autre.

## Historique
Le nom du retable provient de l'église San Cassiano à laquelle à l'origine il était destiné. L'œuvre, commandée par Pietro Bon, a eu un succès immédiat tout autant en raison de l'utilisation des couleurs à l'huile que par sa composition innovante.

## Description et style
Du grand retable original Conversation sacrée, il ne reste aujourd'hui que la Vierge en majesté et quatre saints vus en buste : saint Nicolas de Bari, Marie de Magdala, sainte Ursule et saint Dominique. À l'origine il y avait quatre saints par côté parmi lesquels saint Georges et saint Sébastien.
L'œuvre s'inspire d'un autre retable de Giovanni Bellini de la Basilique de San Zanipolo à Venise. 
L'œuvre d'Antonello de Messine comporte cependant plus d'équilibre dans sa composition et une architecture plus sobre. Antonello a adopté un schéma pyramidal, renforcé par l'utilisation minutieuse de la lumière.

## Analyse
L'œuvre était caractérisée par une composition plus large, calibrée avec grand soin, avec les saints moins resserrés et disposés dans un demi-cercle autour du siège élevé de la Vierge, à son tour inséré dans un sobre décor architectural. La composition de type pyramidal comportait des figures d'un grand naturel. La nouveauté remarquable étant constituée par les effets atmosphériques créés par la lumière qui unifiait l'œuvre avec des tons chauds rendant plus naturel la représentation : la lumière dorée inonde les figures en restituant avec souplesse les différents détails et le rapports spatiaux entre les figures.
À côté d'une synthèse géométrique, comme l'adopte le corps de la Vierge, on trouve des effets de perspective appuyés sur le livre aux trois boules dorées tenu par saint Nicolas avec des effets optiques propres à la peinture flamande.

## Détails

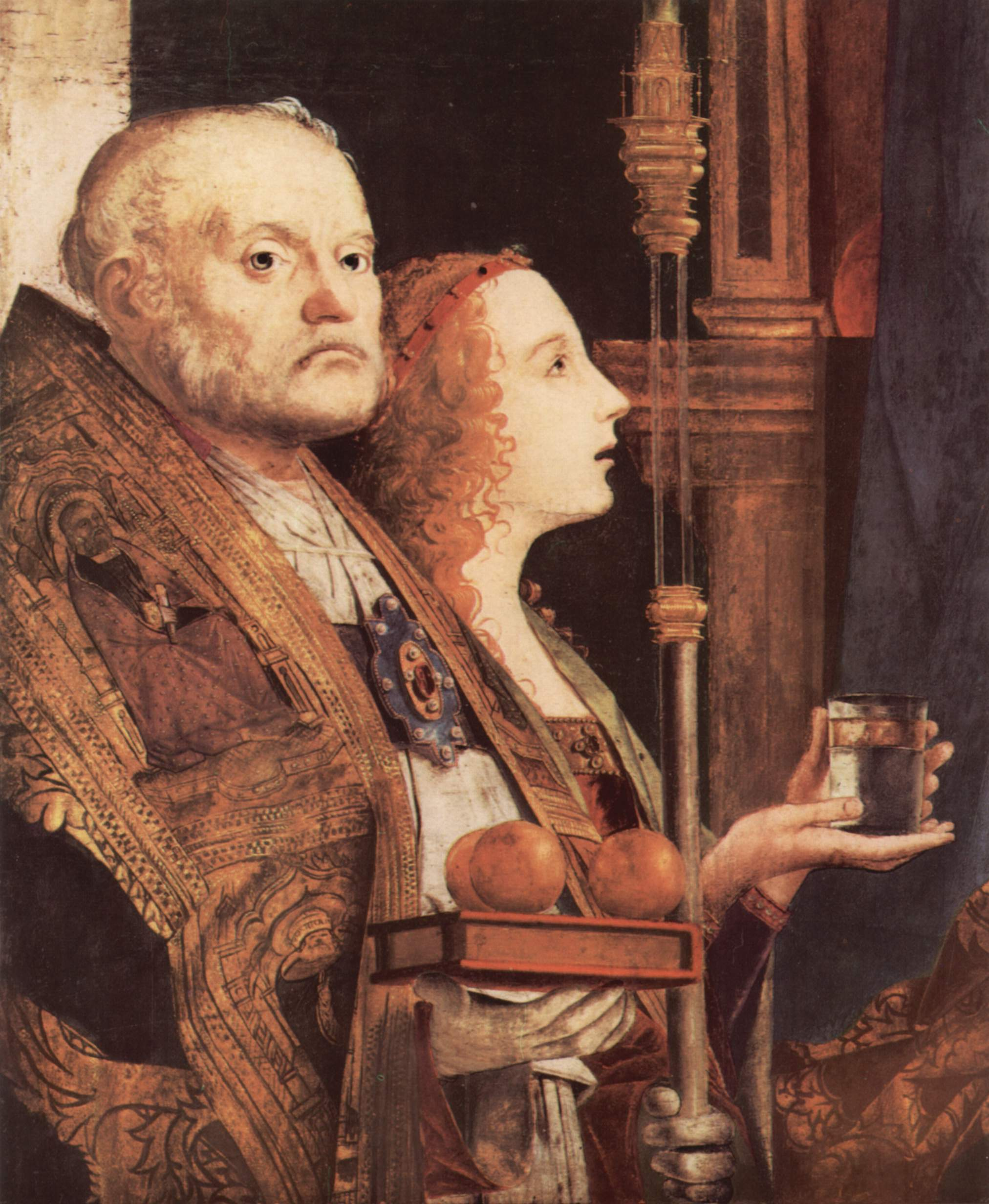
Saint Nicolas et sainte Marie-Madeleine
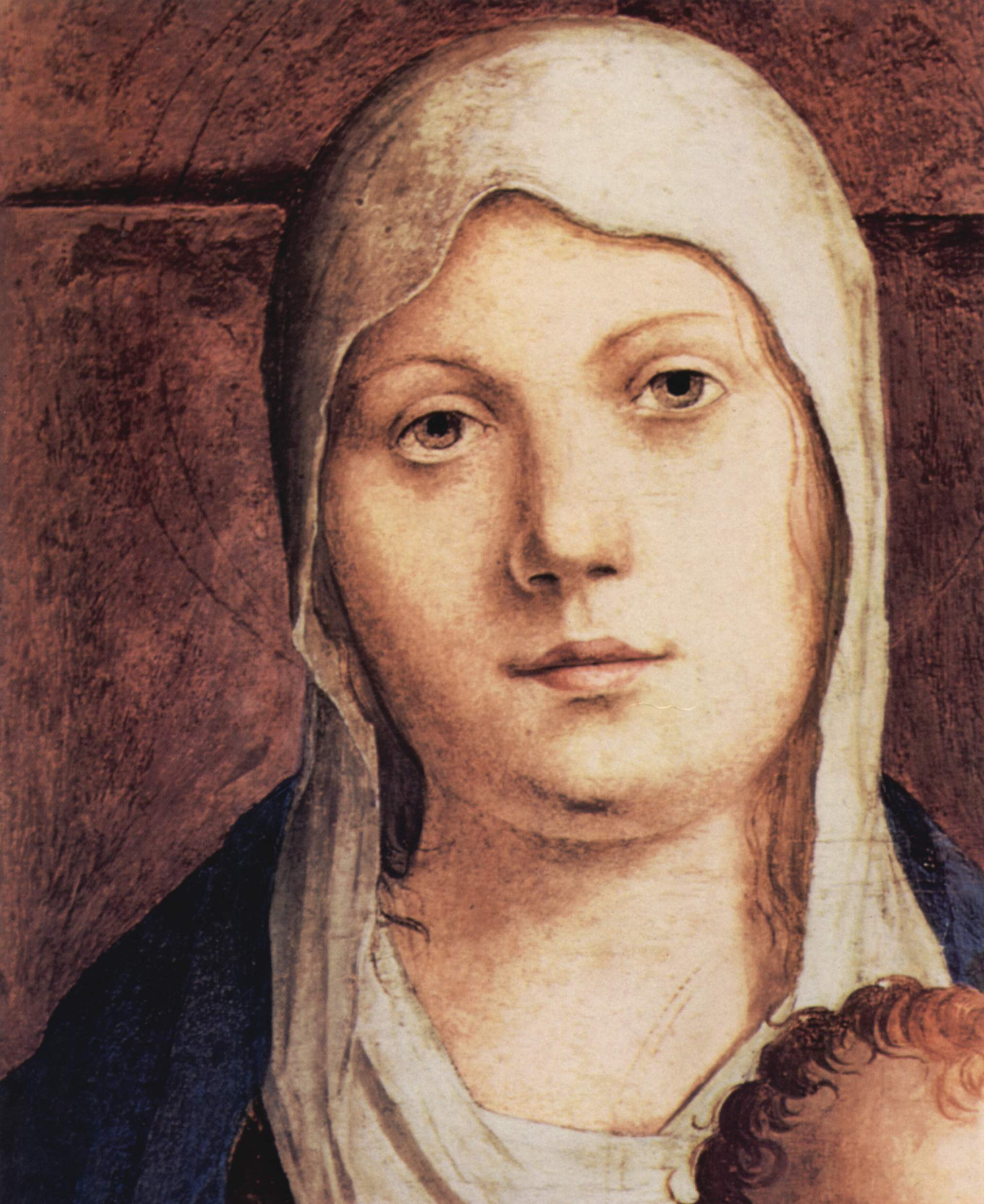
Le visage de la Vierge
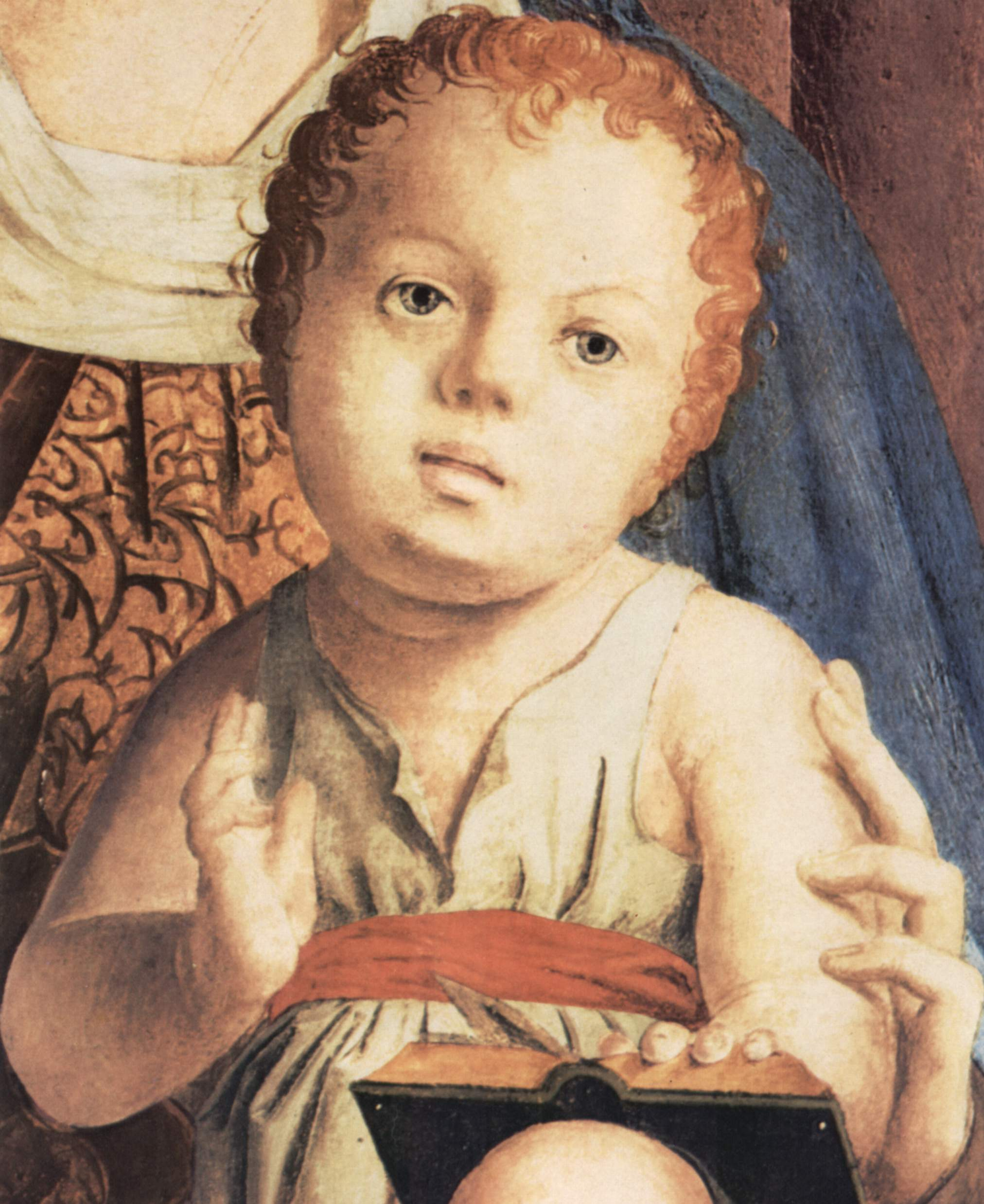
L'Enfant